# Saint-Germain-du-Bois
Pour les articles homonymes, voir Saint-Germain.
Saint-Germain-du-Bois est une commune française située dans le département de Saône-et-Loire, en région Bourgogne-Franche-Comté.

## Géographie
Saint-Germain-du-Bois fait partie de la Bresse louhannaise.

### Hydrographie
La commune est parcourue par plusieurs cours d'eau : 
- la Seille, qui délimite Saint-Germain du Bois de Fangy-en-Bresse et Montcony ;
- la Guyotte, qui contribue à certains des petits étangs ou plans d'eau de la commune, comme les étangs Augras, de Compaté ou Titard.

### Climat
Pour des articles plus généraux, voir Climat de la Bourgogne-Franche-Comté et Climat de Saône-et-Loire.
En 2010, le climat de la commune est de type climat océanique dégradé des plaines du Centre et du Nord, selon une étude du Centre national de la recherche scientifique s'appuyant sur une série de données couvrant la période 1971-2000. En 2020, Météo-France publie une typologie des climats de la France métropolitaine dans laquelle la commune est exposée à un climat semi-continental et est dans la région climatique Bourgogne, vallée de la Saône, caractérisée par un bon ensoleillement (1 900 h/an), un été chaud (18,5 °C), un air sec au printemps et en été et des vents faibles.
Pour la période 1971-2000, la température annuelle moyenne est de 10,9 °C, avec une amplitude thermique annuelle de 17,7 °C. Le cumul annuel moyen de précipitations est de 987 mm, avec 11,8 jours de précipitations en janvier et 8 jours en juillet. Pour la période 1991-2020, la température moyenne annuelle observée sur la station météorologique de Météo-France la plus proche, « Lombard », sur la commune de Lombard à 21 km à vol d'oiseau, est de 12,1 °C et le cumul annuel moyen de précipitations est de 1 128,6 mm. 
La température maximale relevée sur cette station est de 39,5 °C, atteinte le 24 juillet 2019 ; la température minimale est de −16,5 °C, atteinte le 5 février 2012,,.
Les paramètres climatiques de la commune ont été estimés pour le milieu du siècle (2041-2070) selon différents scénarios d'émission de gaz à effet de serre à partir des nouvelles projections climatiques de référence DRIAS-2020. Ils sont consultables sur un site dédié publié par Météo-France en novembre 2022.

## Urbanisme

### Typologie
Au 1er janvier 2024, Saint-Germain-du-Bois est catégorisée bourg rural, selon la nouvelle grille communale de densité à sept niveaux définie par l'Insee en 2022.
Elle est située hors unité urbaine et hors attraction des villes,.

### Occupation des sols
L'occupation des sols de la commune, telle qu'elle ressort de la base de données européenne d’occupation biophysique des sols Corine Land Cover (CLC), est marquée par l'importance des territoires agricoles (82 % en 2018), en diminution par rapport à 1990 (83,5 %). La répartition détaillée en 2018 est la suivante : zones agricoles hétérogènes (43,4 %), prairies (26,4 %), terres arables (12,2 %), forêts (10,2 %), zones urbanisées (7,4 %), milieux à végétation arbustive et/ou herbacée (0,4 %). L'évolution de l’occupation des sols de la commune et de ses infrastructures peut être observée sur les différentes représentations cartographiques du territoire : la carte de Cassini (XVIIIe siècle), la carte d'état-major (1820-1866) et les cartes ou photos aériennes de l'IGN pour la période actuelle (1950 à aujourd'hui).

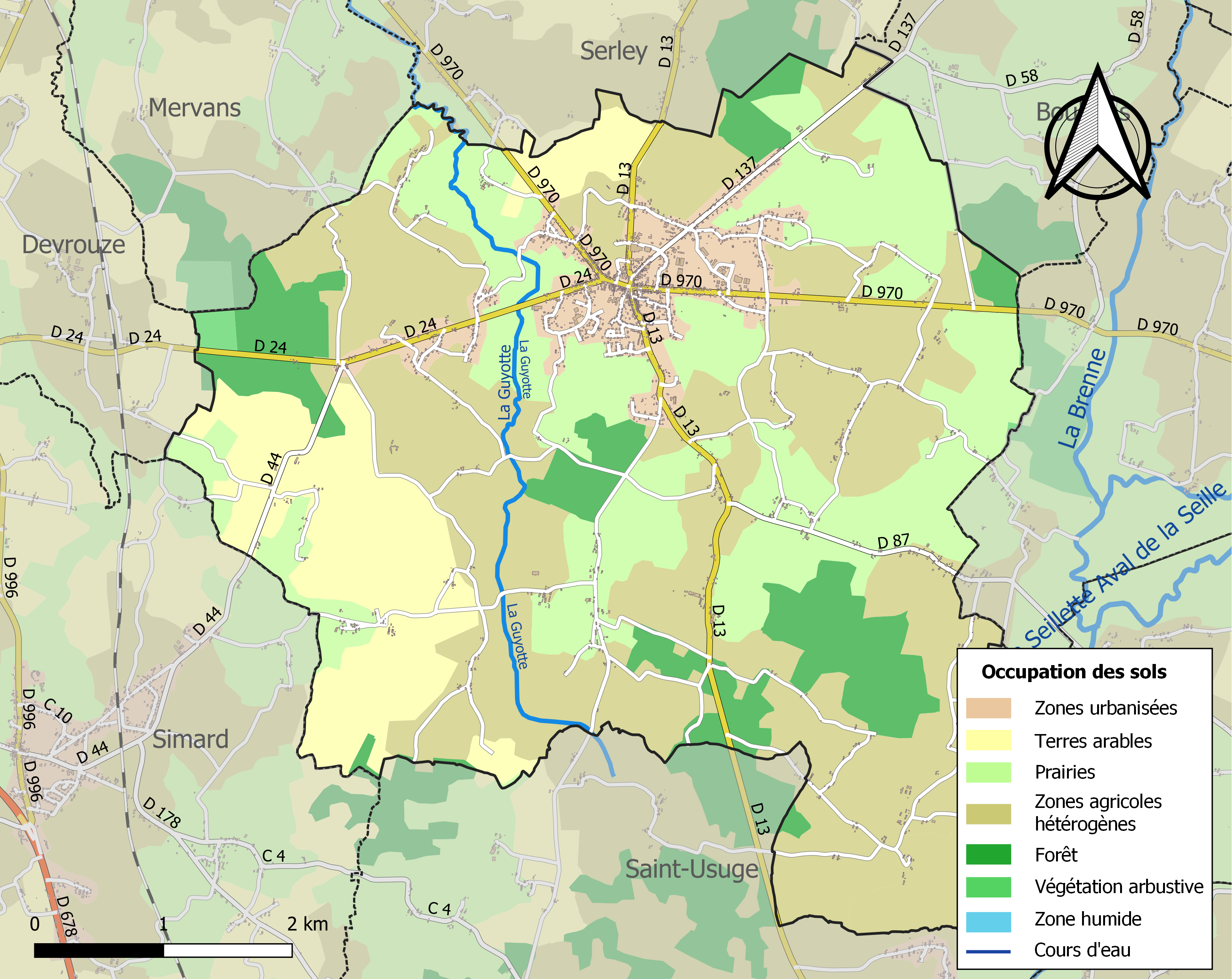
Carte des infrastructures et de l'occupation des sols de la commune en 2018 (CLC).

## Histoire
En 1184, il y avait une chapelle sur le territoire de l'actuelle commune (Capella Sancti Germain de Bosco in Briscia).
Dès le début de la Révolution française et pour remplacer les paroisses, les communes prennent un nom laïc. Ainsi, Saint-Germain-du-Bois prend le nom de Belle-Place.

## Politique et administration

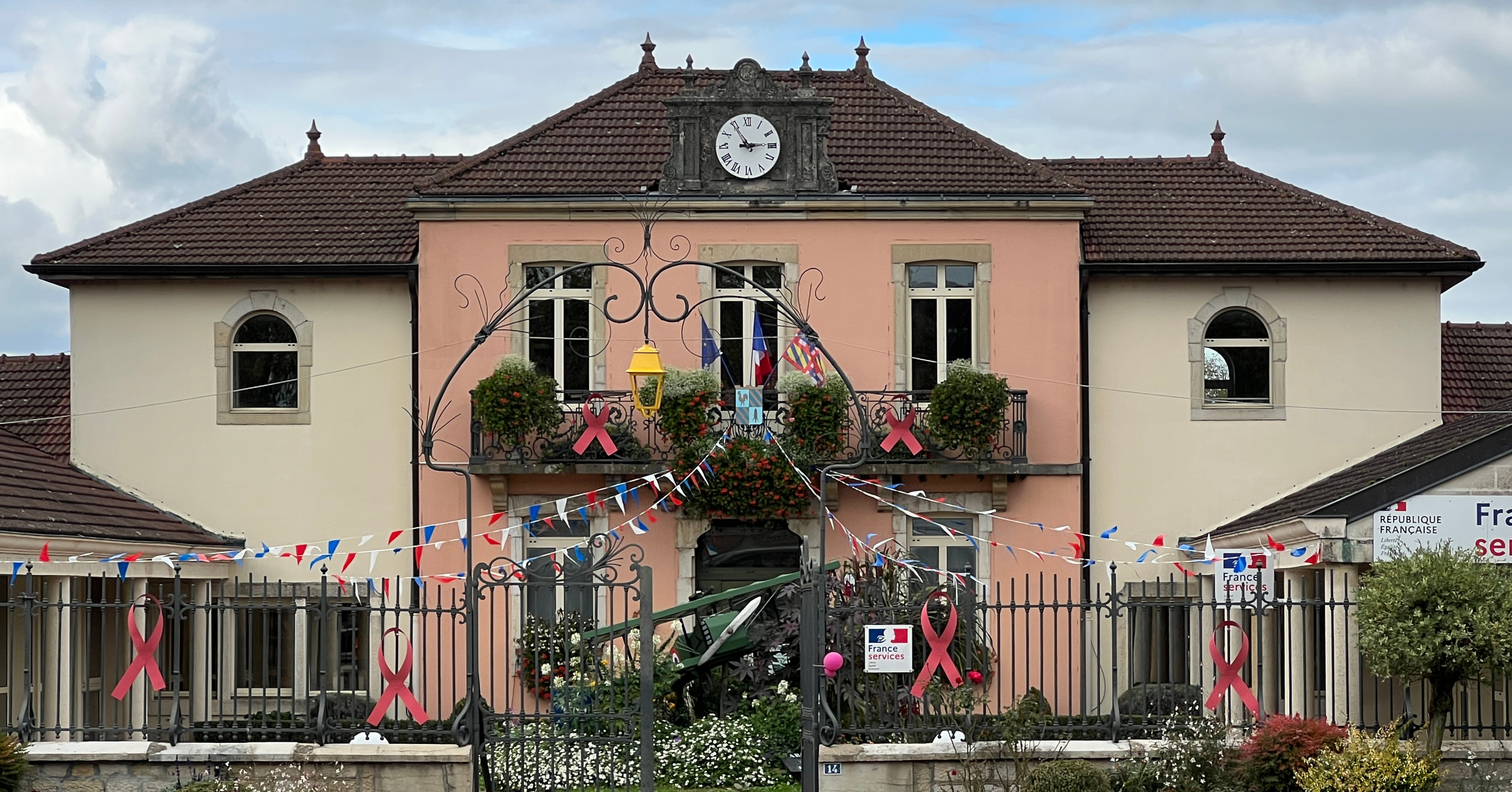
La mairie.

### Tendances politiques et résultats

#### Élections présidentielles
Le village de Saint-Germain-du-Bois place en tête à l'issue du premier tour de l'élection présidentielle française de 2017, Marine Le Pen (RN) avec 26,75 % des suffrages. Mais lors du second tour, Emmanuel Macron (LaREM) est en tête avec 58,28 %.

#### Élections législatives
Le village de Saint-Germain-du-Bois faisant partie de la quatrième circonscription de Saône-et-Loire, place lors du 1er tour des élections législatives françaises de 2017, Cécile Untermaier (PS) en tête avec 20,97 % ainsi que lors du second tour avec 52,75 % des suffrages.
Lors du 1er tour des élections législatives françaises de 2022, Cécile Untermaier (PS), députée sortante, arrive en tête avec 39,05 % des suffrages comme lors du second tour, avec cette fois-ci, 62,46 % des suffrages.

#### Élections régionales
Le village de Saint-Germain-du-Bois place la liste « Pour la Bourgogne et la Franche-Comté » menée par Gilles Platret (LR) en tête, dès le 1er tour des élections régionales de 2021 en Bourgogne-Franche-Comté, avec 33,18 % des suffrages. Lors du second tour, les habitants décideront de placer la liste de « Notre Région Par Cœur » menée par Marie-Guite Dufay, présidente sortante (PS) en tête, avec cette fois-ci, près de 39,06 % des suffrages. Devant les autres listes menées par Gilles Platret (LR) en seconde position avec 38,41 %, Julien Odoul (RN), troisième avec 18,45 % et en dernière position celle de Denis Thuriot (LaREM) avec 4,08 %. Il est important de souligner une abstention record lors de ces élections qui n'ont pas épargné le village de Saint-Germain-du-Bois avec lors du premier tour 68,64 % d'abstention et au second, 66,90 %.

#### Élections départementales
Le village de Saint-Germain-du-Bois faisant partie du canton de Pierre-de-Bresse place le binôme de Aline Gruet (DVD) et Sébastien Jacquard (DVD), en tête, dès le 1er tour des élections départementales de 2021 en Saône-et-Loire avec 60,41 % des suffrages. Lors du second tour, les habitants décideront de placer de nouveau le binôme de Aline Gruet (DVD) et Sébastien Jacquard (DVD), en tête, avec cette fois-ci, près de 77,92 % des suffrages. Devant l'autre binôme menée par Ghislaine Fraisse (RN) et Bertrand Rouffiange (DVD) qui obtient 22,08 %. Il est important de souligner une abstention record lors de ces élections qui n'ont pas épargné le village de Saint-Germain-du-Bois avec lors du premier tour 68,36 % d'abstention et au second, 66,41 %.

### Liste des maires de Saint-Germain-du-Bois
| Période                                  | Période   | Identité         | Étiquette | Qualité                                 |
| ---------------------------------------- | --------- | ---------------- | --------- | --------------------------------------- |
| 1934                                     | ?         | Marcel Després   |           | Sénateur de 1937 à 1940                 |
| av.1962                                  | ?         | Emile Moudens    | SFIO      | Chirurgien dentiste, conseiller général |
| 1971                                     | 1989      | Gérard Chevalier |           |                                         |
| mars 2001                                | mars 2014 | Monique Caillet  |           |                                         |
| mars 2014                                | En cours  | Nadine Robelin   |           |                                         |
| Les données manquantes sont à compléter. |           |                  |           |                                         |

### Jumelages
Depuis 1945, Saint-Germain-du-Bois est jumelée au village de Pontpierre (commune de Moselle) dont les villageois ont été évacués du village en 1940. Une rue de la commune s'appelle rue de Pontpierre en raison de cette histoire.

## Démographie
L'évolution du nombre d'habitants est connue à travers les recensements de la population effectués dans la commune depuis 1793. Pour les communes de moins de 10 000 habitants, une enquête de recensement portant sur toute la population est réalisée tous les cinq ans, les populations de référence des années intermédiaires étant quant à elles estimées par interpolation ou extrapolation. Pour la commune, le premier recensement exhaustif entrant dans le cadre du nouveau dispositif a été réalisé en 2007.

En 2022, la commune comptait 1 947 habitants, en évolution de +1,83 % par rapport à 2016 (Saône-et-Loire : −1,06 %, France hors Mayotte : +2,11 %).
| 1793  | 1800  | 1806  | 1821  | 1831  | 1836  | 1841  | 1846  | 1851  |
| ----- | ----- | ----- | ----- | ----- | ----- | ----- | ----- | ----- |
| 1 540 | 1 684 | 1 874 | 1 949 | 2 022 | 2 104 | 2 504 | 2 508 | 2 568 |

| 1856  | 1861  | 1866  | 1872  | 1876  | 1881  | 1886  | 1891  | 1896  |
| ----- | ----- | ----- | ----- | ----- | ----- | ----- | ----- | ----- |
| 2 524 | 2 515 | 2 569 | 2 716 | 2 733 | 2 782 | 2 710 | 2 682 | 2 654 |

| 1901  | 1906  | 1911  | 1921  | 1926  | 1931  | 1936  | 1946  | 1954  |
| ----- | ----- | ----- | ----- | ----- | ----- | ----- | ----- | ----- |
| 2 716 | 2 691 | 2 694 | 2 523 | 2 551 | 2 518 | 2 438 | 2 368 | 2 203 |

| 1962  | 1968  | 1975  | 1982  | 1990  | 1999  | 2006  | 2007  | 2012  |
| ----- | ----- | ----- | ----- | ----- | ----- | ----- | ----- | ----- |
| 2 147 | 2 023 | 1 874 | 1 939 | 1 856 | 1 765 | 1 874 | 1 890 | 1 924 |

| 2017  | 2022  | - | - | - | - | - | - | - |
| ----- | ----- | - | - | - | - | - | - | - |
| 1 899 | 1 947 | - | - | - | - | - | - | - |

## Culte
Saint-Germain-du-Bois est le siège de la paroisse de la Sainte-Trinité en Bresse (officiellement créée par monseigneur Raymond Séguy, évêque d'Autun, le 12 novembre 2000), qui relève du doyenné de la Bresse et regroupe 23 villages.
Depuis cette date, les villages de Bosjean, Bouhans, Dampierre-en-Bresse, Devrouze, Diconne, Frangy-en-Bresse, Guerfand, Lessard-en-Bresse, Mervans, Montjay, Le Planois, Saint-Didier-en-Bresse, Saint-Germain-du-Bois, Saint-Martin-en-Bresse, Sens-sur-Seille, Serley, Serrigny-en-Bresse, Simard, Le Tartre, Thurey, Tronchy, Vérissey et Villegaudin, constituent une seule et unique paroisse.

## Culture locale et patrimoine

### Lieux et monuments
Sont à voir  sur le territoire de la commune :
- l'église Saint-Germain[21] ;
- le monument aux morts (avec une anomalie notable lors de la restauration de 2003, faisant que le Soldat tourne le dos à la Victoire, cette dernière... couronnant le vide...) ;
- plusieurs fermes bressanes ;
- la motte Futigny, ancienne motte castrale dont la plate-forme, de forme ovale, fait approximativement 43 x 50 mètres et est ceinte d'un fossé de 8 mètres de large (plate-forme qui a conservé un tertre haut de 3 à 4 mètres)[22].

Saint-Germain-du-Bois est par ailleurs le siège de l'un des huit sites écomusées complémentaires de l'Écomusée de la Bresse bourguignonne répartis sur le territoire bressan : « L'agriculture bressane », installé dans les bâtiments de la maison Collinet.

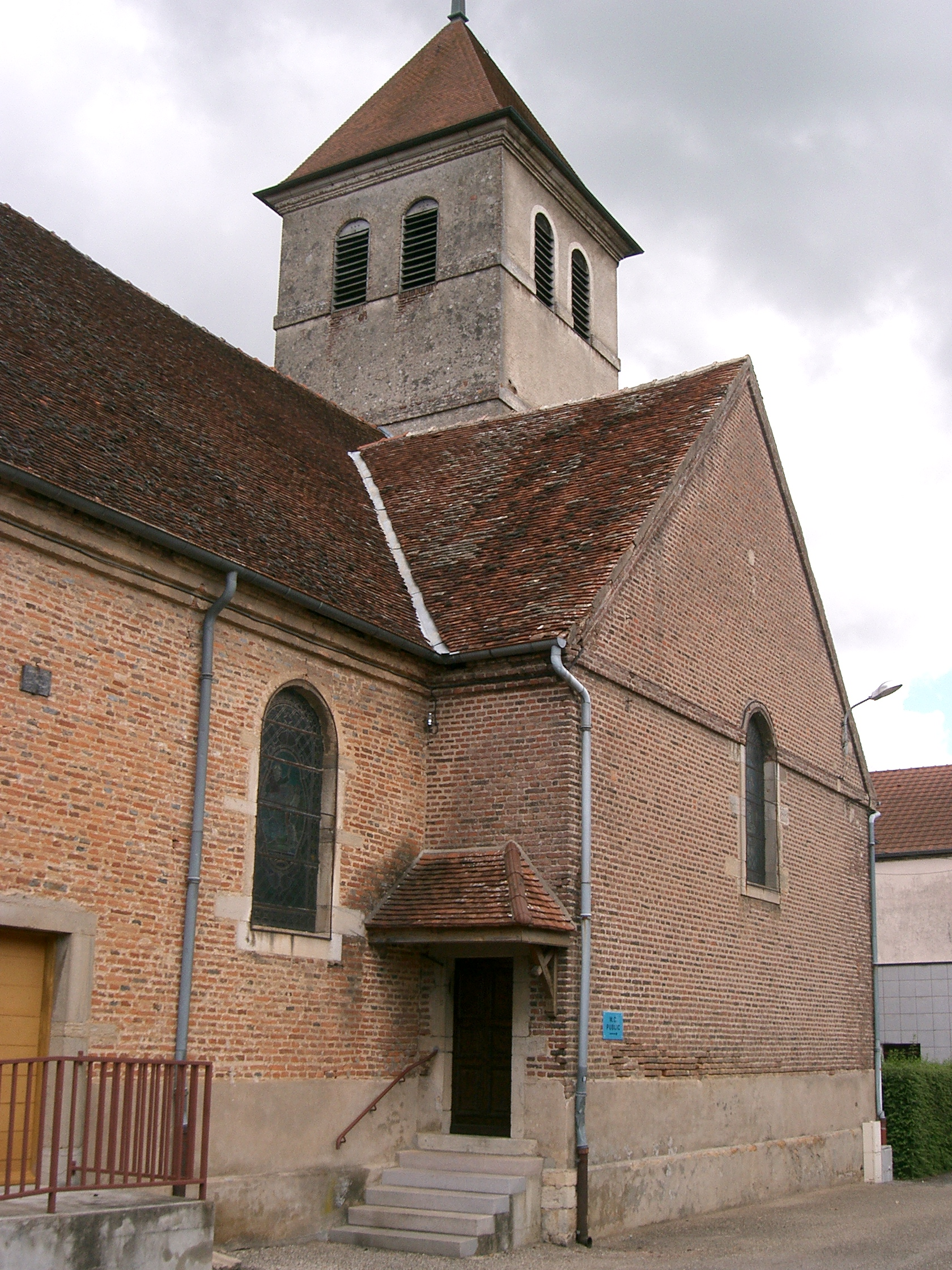
Le clocher de l'église.
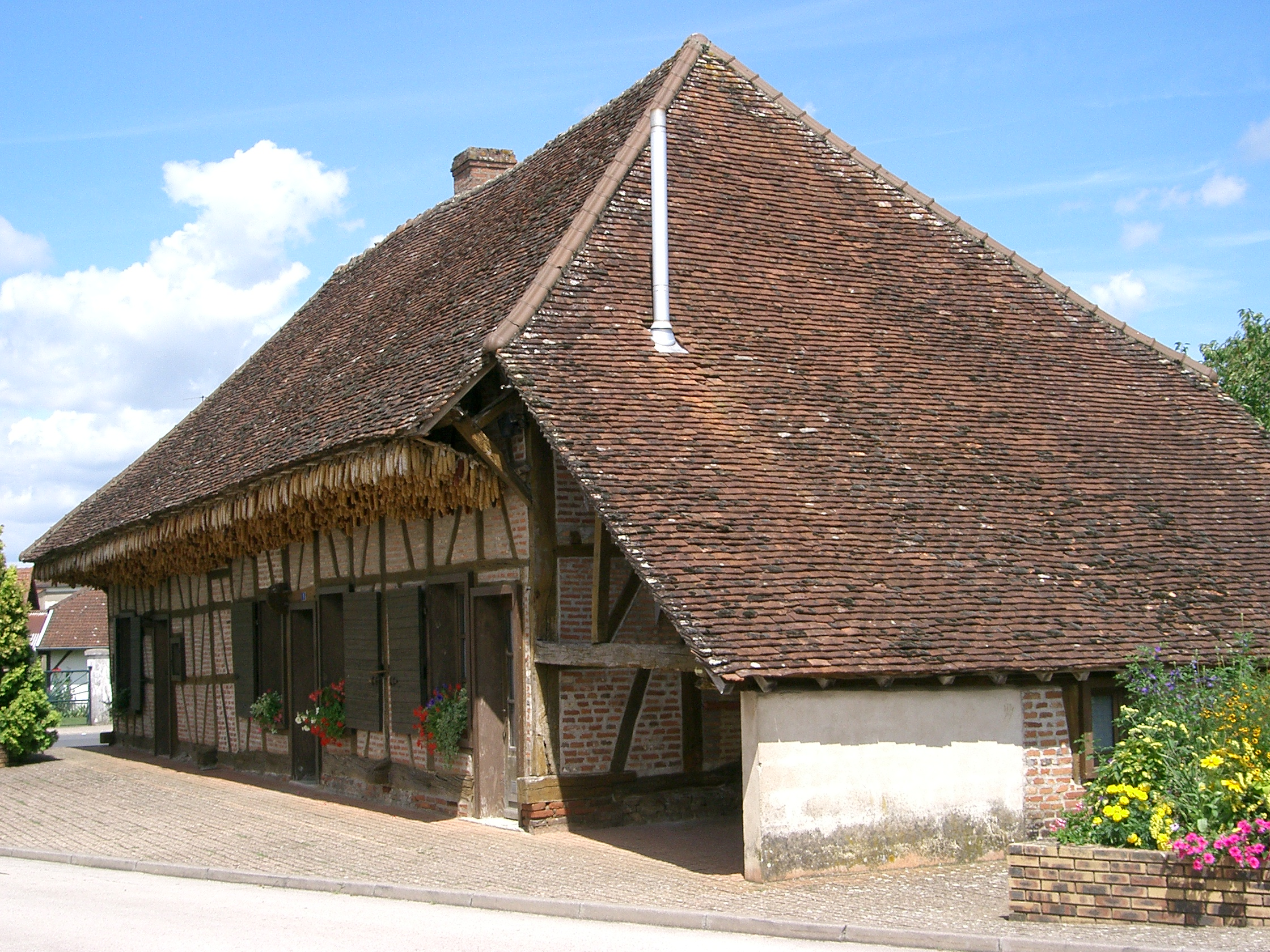
Ferme bressane restaurée.
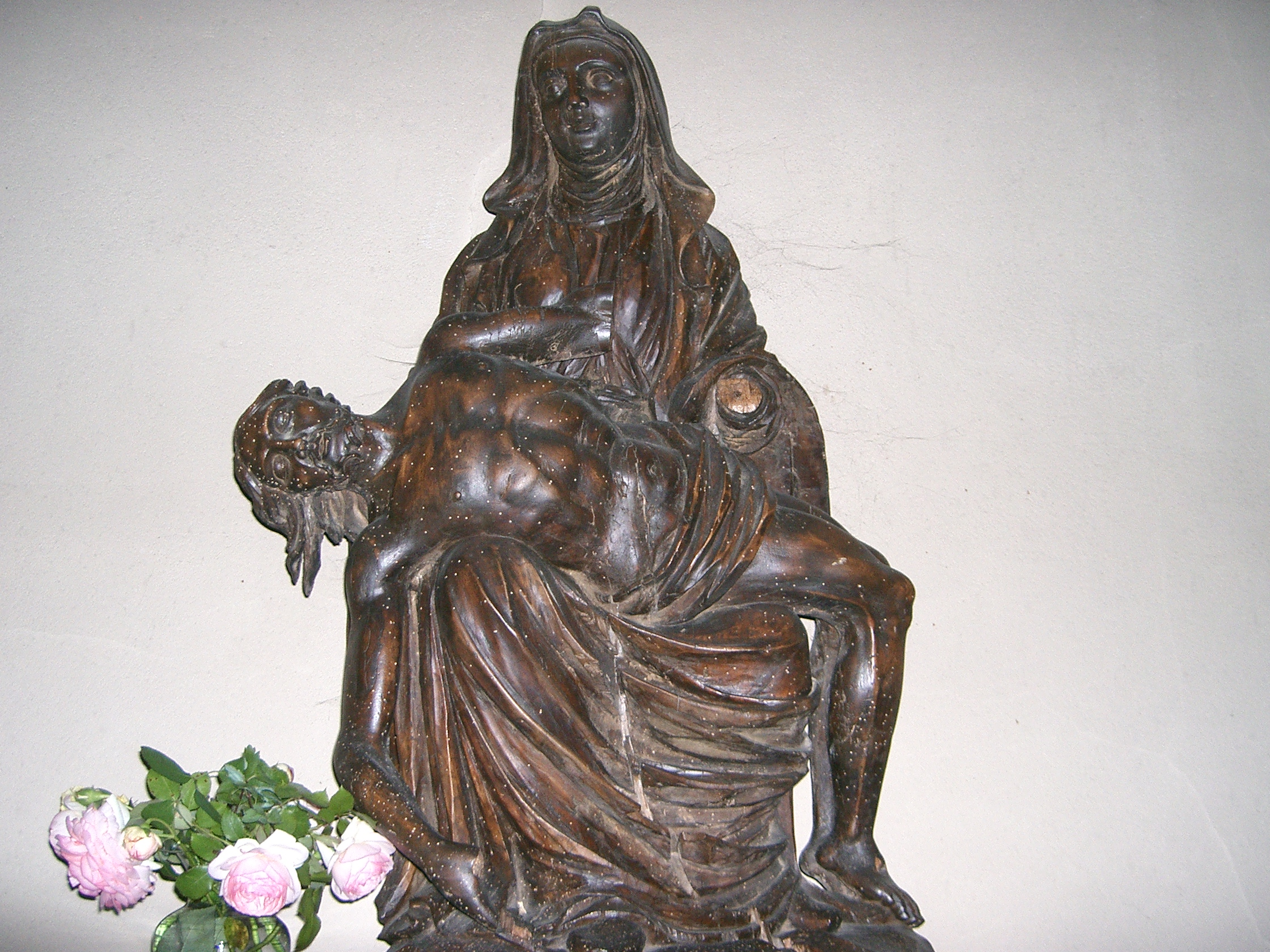
Pietà.

### Personnalités liées à la commune
Parmi les personnalités attachées à l'histoire de Saint-Germain-du-Bois figurent :
- Émile Bèche, député socialiste et maire de Niort sous la Quatrième République, né à Saint-Germain-du-Bois le 20 janvier 1898 ;
- Denis Goux, organisateur d'évènements musicaux, guitariste et spécialiste de Frank Zappa et du groupe américain The Mamas and the Papas, qui vit sur le territoire de la commune ;
- Marcel Pacaut (1920-2002), historien du Moyen Âge qui possédait sa résidence estivale dans la commune et y passa une partie de sa retraite ;
- Marcel et Marie-Jeanne Plancoulaine, reconnus à titre posthume, avec leur fils Jean, Justes parmi les Nations le 19 février 2013 par le mémorial de Yad Vashem consacré aux victimes de la Shoah[24].

### Héraldique
| Blason de Saint-Germain-du-Bois | Blason  | Écartelé au 1 d'azur au coq d'or, au 2 et 3 d'azur à trois bandes d'or, au 4 d'azur à l'épi de maïs d'or. |
| Blason de Saint-Germain-du-Bois | Détails | Le statut officiel du blason reste à déterminer.                                                          |

## Pour approfondir